# Audi Forschungsauto
Das Audi Forschungsauto ist ein vollständig fahrbereites Prototyp-Fahrzeug der Audi NSU Auto Union AG, jetzt Audi AG, zur Demonstration automobiltechnischer Forschungsergebnisse. Das Audi Forschungsauto wurde im September 1981 auf der Internationalen Automobil-Ausstellung IAA in Frankfurt erstmals der Öffentlichkeit gezeigt. Neben dem bereits 1967 erschienenen NSU Ro 80 gilt das Forschungsauto in karosserietechnischer und gestalterischer Hinsicht als Vorläufer des Audi 100 C3. Letzterer wurde im September 1982 vorgestellt und später als Aerodynamik-Weltmeister und Meilenstein des Automobildesigns bezeichnet.

## Technische Daten

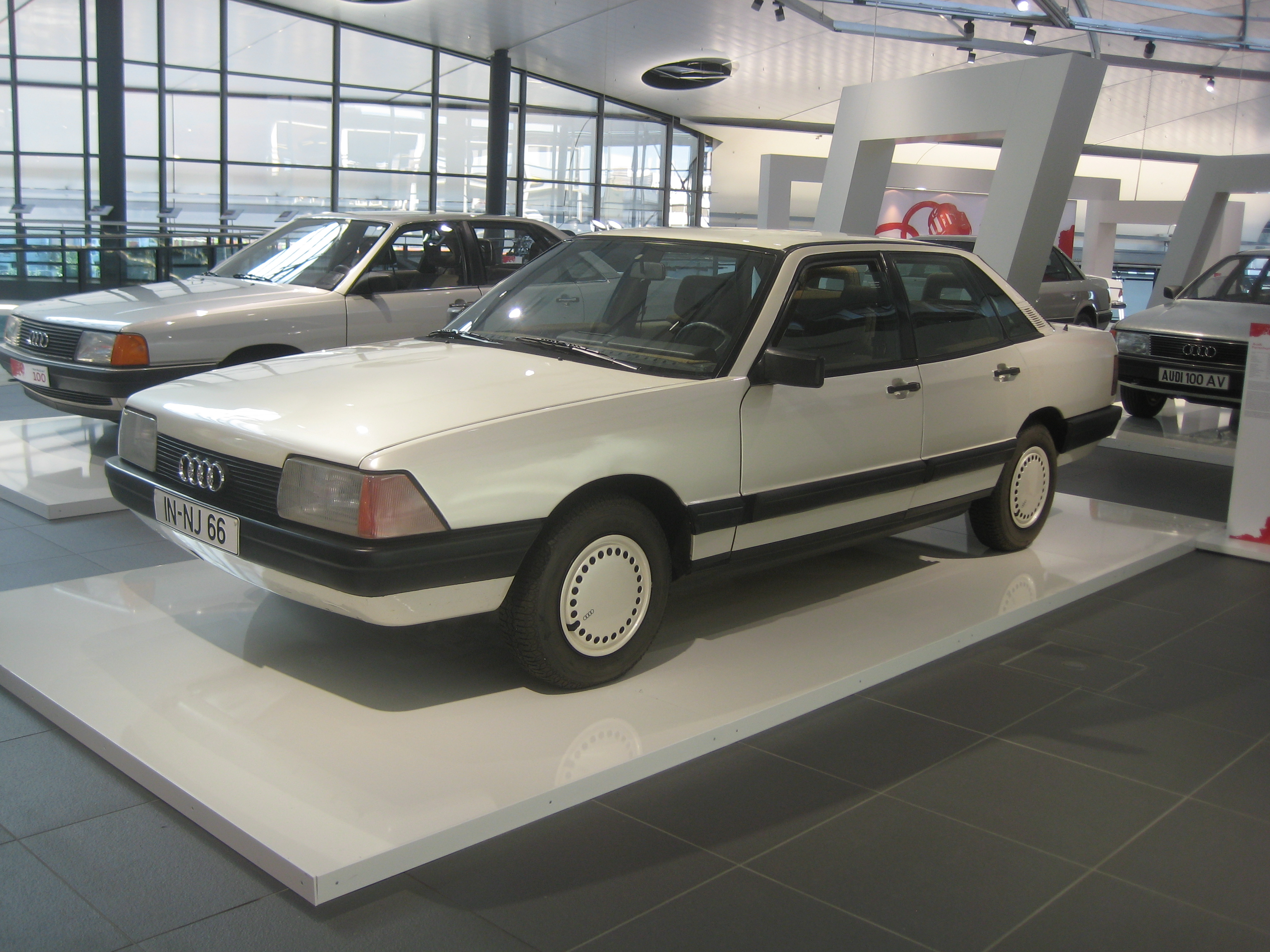
Frontansicht
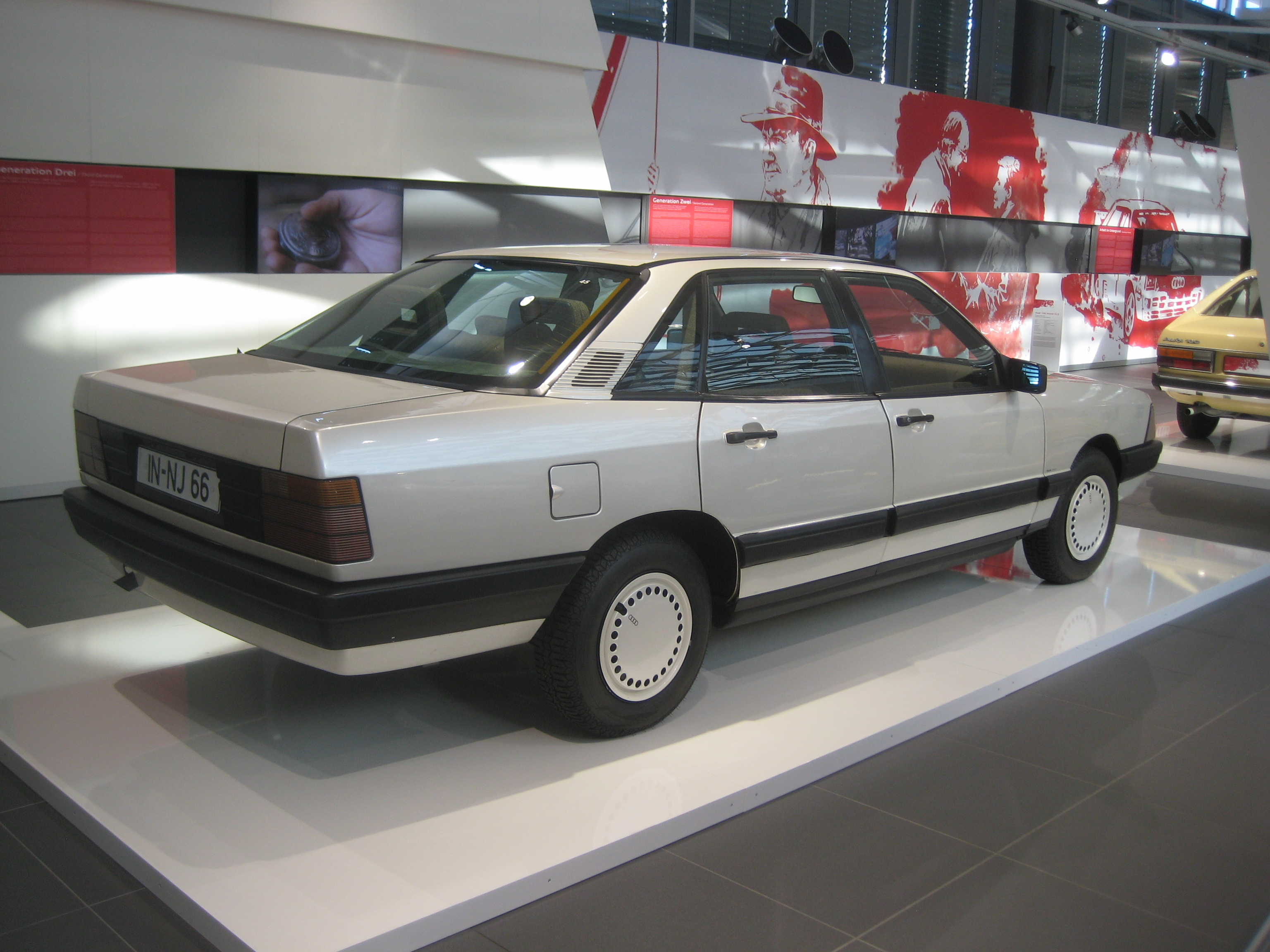
Heckansicht

| Technische Daten und Messwerte Audi Forschungsauto 1981 | |
| Motor                                                   | |
| Bauart                                                  | gekapselter, wassergekühlter Vierzylinder-Otto-Reihenmotor                                                             |
| Hubraum                                                 | 1588 cm³ |
| Hub/Bohrung                                             | 80,0/79,5 mm |
| Verdichtung                                             | 9,0 |
| Leistung                                                | 80 kW (108 PS) bei 5000/min                                                                                            |
| Max. Drehmoment                                         | 168 Nm bei 3500/min |
| Aufladung                                               | Hitachi-Turbolader |
| Maximaler Ladedruck                                     | 0,45 bar |
| Gemischaufbereitung                                     | SU-Flachstrom-Gleichdruck-Vergaser                                                                                     |
| Ventilsteuerung                                         | obenliegende Nockenwelle, hydraulische Tassenstößel                                                                    |
| Zündung                                                 | elektronische Kennfeldsteuerung, Klopfsensor                                                                           |
| Kraftübertragung                                        | |
| Kupplung                                                | Einscheiben-Trockenkupplung                                                                                            |
| Getriebe                                                | Fünfgang-Handschaltgetriebe                                                                                            |
| Übersetzungen                                           | 1. Gang 3,783 2. Gang 1,868 3. Gang 1,162 4. Gang 0,844 5. Gang 0,657 Achsübersetzung 3,700                            |
| Fahrwerk                                                | |
| Vorderachse                                             | MacPherson-Federbeine, Querlenker, Stabilisator, Leichtmetallschwenklager mit integriertem Bremssattel                 |
| Hinterachse                                             | Torsionskurbelachse: torsinsweiche Achsbrücke an Längslenkern, Panhardstab Feder-Dämpfer-Einheiten mit Niveauausgleich |
| Räder                                                   | Reifen 165/14 HR auf Felgen 5,5J×14                                                                                    |
| Karosserie                                              | |
| Luftwiderstandsbeiwert cw                               | 0,285 |
|                                                         | Tragkonstruktion aus Stahl mit Sicherheitsfahrgastzelle                                                                |
|                                                         | einteiliger Boden aus Faserverbundwerkstoff, Sandwich-Bauweise                                                         |
|                                                         | Dach als Sandwich-Platte aus Kunststoff                                                                                |
|                                                         | Fronthaube, Teil der Motorkapsel, Aluminium-Sandwich-Konstruktion, verformbar bei Kollision mit Fußgängern             |
|                                                         | Kotflügel aus Aluminium                                                                                                |
|                                                         | Türen aus Aluminium mit integriertem Seitenaufprallschutz aus Stahl                                                    |
|                                                         | Heckklappe aus Kunststoff                                                                                              |
|                                                         | Heck- und Frontscheibe mit der Karosserie verklebt                                                                     |
|                                                         | Bündig außenliegende Seitenscheiben mit patentierter Führung am Fensterrahmen                                          |
| Maße und Gewichte                                       | |
| Abmessungen                                             | 4760 × 1790 × 1410 mm (L × B × H)                                                                                      |
| Radstand                                                | 2730 mm |
| Leergewicht                                             | 1179 kg |
| Zuladung                                                | 500 kg |
| Tankvolumen                                             | 80 l |
| Fahrleistungen                                          | |
| Höchstgeschwindigkeit                                   | um 190 km/h |
| Beschleunigung 0–100 km/h                               | unter 12 s |
| Außengeräusch nach ISO 362                              | 73 dB/A) |
| Verbrauch                                               | |
| konstant 90 km/h                                        | 5,0 l/100 km |
| konstant 120 km/h                                       | 6,9 l/100 km |
| Stadtzyklus                                             | 8,5 l/100 km |
| Wert (1981)                                             | |
|                                                         | 2,5 Millionen D-Mark                                                                                                   |

- Frontansicht
- Heckansicht